# Pennywise
Pennywise je americká punková hudební skupina, pocházející ze severoamerického města Hermosa Beach v Kalifornii.

## Biografie
Skupina Pennywise byla založena roku 1988. Název skupiny je odvozen od jména postavy klauna z hororu Stephena Kinga To. Po smrti basisty Jasona Thirska v roce 1996 hrozil rozpad skupiny. Thirsk byl ale nakonec nahrazen novým basistou Randy Bradburym. První smlouvu podepsali s Epitaph Records a roku 1991 vydali své první album se stejnojmenným názvem Pennywise. V roce 1993 vydali své páté album Unknown Road, kterého se prodalo několik set tisíc kopií. Přestože o ně mělo zájem několik předních hudebních firem, Pennywise zůstali u Epitaph Records a roku 1995 vydali další album. Na kontě mají celkem 13 alb.
V roce 2009 opustil kapelu frontman Jim Lindberg, který se chtěl věnovat rodině, a nahradil ho zpěvák kapely Ignite Zoli Téglás. Téglás po třech letech v kapele přemluvil Jima Lindberga k návratu, a sám se vrátil do kapely Ignite.
Kapela vystoupila 24. srpna 2016 v pražském Forum Karlín spolu s další punkovou legendou NOFX na festivalu Prague Sounds Good!. Den předtím zde vystoupily kapely jako Millencolin a Sum 41.

## Členové
- Zoli Teglas - zpěv
- Fletcher Dragge - kytara
- Byron McMackin - bicí
- Randy Bradbury - baskytara

## Diskografie
- A Word from the Wise (1989)
- Pennywise (1991)
- Wildcard (1992)
- Wildcard/A Word From the Wise (1992)
- Unknown Road (1993)
- About Time (1995)
- Full Circle (1997)
- Straight Ahead (1999)
- Live @ the Key Club (2000)
- Land of the Free? (2001)
- From the Ashes (2003)
- The Fuse (2005)
- Reason to Believe (2008)
- All or Nothing (2012)
- Yesterdays (2014)
- Never Gonna Die (2018)